# Donawerth (1808)
Le Donawerth est un navire de ligne de 80 canons de classe Bucentaure de la Marine impériale française, conçu par l'ingénieur Jacques-Noël Sané, surnommé le « Vauban de la marine ». Il participe brillamment au ravitaillement de la garnison de Barcelone en 1809. Il est nommé ainsi en raison de victoire française de Donauwörth pendant la Campagne d'Ulm.

## Carrière

### Le ravitaillement de Barcelone (avril-mai 1809)
Le 7 avril 1809, Cosmao Kerjulien, adoré par ses marins et très apprécié par Napoléon, reçoit l'ordre du vice-amiral Ganteaume d'organiser des renforcements à Barcelone. Le 24 avril, il prend à Toulon le commandement d'une division comprenant cinq vaisseaux : le Robuste sur lequel il pose pavillon, le Donawerth, le Génois, la Borée et le Lion, les frégates Pauline et Pénélope, ainsi que dix à douze navires de transports chargés de vivres et de munitions destinés au déblocage et à ravitailler la garnison de Barcelone alors en pleine guerre d'Espagne.
Les renseignements donnent à penser que la flotte anglaise est en Sicile ou à Malte en train de se ravitailler. Les Anglais ne sont pas non plus signalés aux Baléares (alors qu'ils y sont) et n'ont qu'une frégate de surveillance au large de Barcelone. Ils ont surtout une division comprenant plusieurs frégates est à l'ancre à proximité de Barcelone (à l'ouest).
Il est recommandé en conséquence à Cosmao Kerjulien de faire route directement sur Barcelone et de s'y attarder le moins possible. Pour le retour sur Toulon, en cas de poursuite par la flotte anglaise et pour éviter la croisière anglaise au large de Toulon, on imagine plusieurs solutions de manœuvres évasives par la Sardaigne ou la Corse.
Comme d'habitude, Cosmao conduit cette opération avec détermination et énergie, comme un véritable raid, si bien que, bénéficiant aussi d'un certain facteur chance, il mène à bien sa mission complètement en revenant à Toulon le 1er mai sans aucun incident, échappant de peu à l'escadre britannique. Mais il a su organiser sa division de manière à s'assurer d'une bonne marche, de la maîtrise du temps et d'une progression groupée qui lui a permis d'agir rapidement et d'échapper ainsi à la vigilance anglaise.
Pour une fois, le Ministre de la Marine, Decrès, lui adresse le 9 mai des félicitations par l'intermédiaire de Ganteaume pour le succès de l'opération considérée comme très importante et souligne sa parfaite exécution : « Recevez mes félicitations sur le danger auquel a su échapper le contre-amiral Cosmao ».